# Rimae Opelt
Le Rimae Opelt sono una struttura geologica della superficie della Luna.